# Thecla tagyra
Thecla tagyra är en fjärilsart som beskrevs av William Chapman Hewitson 1865. Thecla tagyra ingår i släktet Thecla och familjen juvelvingar. Inga underarter finns listade i Catalogue of Life.